# Sphenolobus achrous
Sphenolobus achrous là một loài rêu trong họ Anastrophyllaceae. Loài này được Spruce mô tả khoa học đầu tiên.. Danh pháp khoa học của loài này chưa được làm sáng tỏ. 